# Équipe d'Indonésie masculine de volley-ball
L'équipe d'Indonésie de volley-ball est composée des meilleurs joueurs indonésiens sélectionnés par la Fédération Indonésienne de Volleyball (National Volleyball Federation of Indonesia, NVFI). Elle est actuellement classée au 28e rang de la Fédération Internationale de Volleyball au 15 janvier 2010.

## Sélection actuelle
Sélection pour les qualifications aux Championnats du monde 2010.

Entraîneur : Li Qiujiang  ; entraîneur-adjoint : Ibarsjah Djanu Tjahjono 

## Palmarès et parcours

### Palmarès
Néant.

### Parcours

#### Championnat d'Asie et d'Océanie
| - 1975 : 6e - 1979 : Non qualifié - 1983 : 9e - 1987 : 9e - 1989 : Non qualifié - 1991 : 6e - 1993 : Non qualifié - 1995 : Non qualifié - 1997 : Non qualifié - 1999 : 6e | - 2001 : Non qualifié - 2003 : Non qualifié - 2005 : 11e - 2007 : 7e - 2009 : 6e - 2011 : 11e - 2013 : Non qualifié - 2015 : Non qualifié - 2017 : 4e - 2019 : 12e |

#### Coupe  d'Asie
| - 2008 : 7e - 2010 : |

#### Jeux asiatiques
| - 1958 : ? - 1962 : ? - 1966 : ? - 1970 : ? - 1974 : ? - 1978 : ? - 1982 : ? - 1986 : ? - 1990 : ? - 1994 : ? | - 1998 : 6e - 2002 : Non qualifié - 2006 : ? - 2010 : |